# Макмюррей, Сэм
Сэм Макмю́ррей (англ. Sam McMurray, род. 15 апреля 1952) — американский актёр, известный благодаря своим ролям на телевидении.

## Жизнь и карьера
Макмюррей родился в Нью-Йорке в семье актёров. Актриса Лесли Вудс была его мачехой. Начиная с середины 1970-х, он появился в более ста телевизионных шоу и нескольких десятках кинофильмов, в основном, на второстепенных ролях.
Макмюррей наиболее известен благодаря своему регулярному участию в варьете-шоу Fox «Шоу Трейси Ульман» с 1987 по 1990 год. Также он снимался на регулярной основе в недолго просуществовавших ситкомах Baker’s Dozen (CBS, 1982), Stand by Your Man (Fox, 1992), Likely Suspects (Fox, 1992—1993), A League of Their Own (CBS, 1993), Medicine Ball (Fox, 1995) и Matt Waters (CBS, 1995—1996). На большом экране он появился в кинолентах «Подставное лицо» (1976), «Крошка, это ты!» (1983), «Каннибалы-гуманоиды из подземелий» (1984), «Воспитывая Аризону» (1987), «Рождественские каникулы» (1989), «Лос-анджелесская история» (1991), «Семейные ценности Аддамсов» (1993), «Убийственные красотки» (1999) и «Счастливые номера» (2000).
В 2000-х, Макмюррей часто появлялся в таких сериалах как «Друзья», «Полиция Нью-Йорка», «Во все тяжкие», «Отчаянные домохозяйки», «Анатомия страсти», «Морская полиция: Спецотдел» и «Закон и порядок: Специальный корпус», а также взял на себя второстепенные роли в «Король Квинса», «Скандал» и «Фостеры». На регулярной основе, Макмюррей в 2014 году начал сниматься в ситкоме ABC «Кристела».